# Далабай
Далаба́й (каз. Далабай) — село у складі Жаркаїнського району Акмолинської області Казахстану. Адміністративний центр та єдиний населений пункт Далабайської сільської адміністрації.
Населення — 247 осіб (2021; 365 у 2009, 767 у 1999, 910 у 1989).
Національний склад станом на 1989 рік:
- казахи — 68 %.

До 1993 року село називалося Братолюбовка.